# Giuseppe Betori
Giuseppe Betori (nascut el 25 de febrer de 1947 a Foligno) és un cardenal italià de l'Església Catòlica. És l'actual arquebisbe de Florència i antic secretari general de la Conferència Episcopal Italiana.

## Biografia
Nascut a Foligno, s'ordenà prevere el 1970. Rebé la llicenciatura a la Pontifícia Universitat Gregoriana i el doctorat en Sagrada Escriptura al Pontifici Institut Bíblic. Va ser professor d'antropologia i d'exegesi bíblica; degà de l'Institut Teològic d'Assís. També serví com a sots-secretari de la Conferència Episcopal Italiana.

## Bisbe
Betori va ser nomenat pel Papa Joan Pau II com a Secretari General de la Conferència Episcopal Italiana, sent alhora nomenat bisbe titular de Falerone. Rebé la consagració episcopal el 6 de maig de 2001. Va ser confirmat com a Secretari General per a un període de 5 anys el 6 d'abril de 2006.
Betori va ser nomenat per substituir Ennio Antonelli, qui havia estat nomenat com a President del Consell Pontifici per la Família com a Arquebisbe de Florència pel Papa Benet XVI el 8 de setembre de 2008. Rebé el pal·li del Papa Benet el 29 de juny de 2009, la Festivitat de Sant Pere i Sant Pau a Roma.
El 5 de novembre de 2011 l'arquebisbe Betori va sobreviure a un aparent intent d'assassinat. Un home sense identificar el trobà fora del despatx, disparà i ferí el secretari del prelat, i donà la pistola abans de fugir. El Pare Paolo Brogi, secretari de l'arquebisbe, va recuperar-se després d'operar-li les ferides abdominals. L'arquebisbe Betori i els testimonis afirmaren que el pistoler havia dit alguna cosa mentre que apuntava cap al prelat amb la pistola, però no van poder entendre el seu intent.
El 10 de desembre de 2011 va ser nomenat membre del Consell pontifici per a la Cultura, per a un període de 5 anys renovable.
El 6 de gener de 2012 s'anuncià que Betori seria creat cardenal al consistori que se celebraria el 18 de febrer. Va ser creat Cardenal-prevere de San Marcello. A més de la seca tasca al dicasteri de Cultura, el cardenal Betori va ser nomenat membre de la Congregació per a l'Educació Catòlica.

## Opinions

### Vida i qüestions de família
En un discurs pronunciat el 2007, identificà com els nous enemics de la cristiandat l'avortament, l'eutanàsia, la negació de la dualitat sexual i de la família basada en el matrimoni.

### Homosexualitat
Betori es mostrà favorable a la prohibició de l'ordenació d'homosexuals, afirmant que el mot "discriminació" pot emprar-se on hi ha un dret, però una vocació no és un dret sinó un do.

### Relació amb Benet XVI
D'acord amb l'abat Claude Barthe, Betori és membre de l'ala paleoliberal de la Cúria Romana, qui juntament amb Giovanni Battista Re, ha constituït una mena d'oposició interna curial a les decisions i polítiques de Benet XVI.